# Острудски окръг
Острудски окръг (на полски: Powiat ostródzki) е окръг в Североизточна Полша, Варминско-Мазурско войводство. Заема площ от 1766,29 км2. Административен център е град Оструда.

## География
Окръгът обхваща земи от историческите области Погезания, Мазурия и малка част от Любавска земя. Разположен е в западната част на войводството.

## Население
Населението на окръга възлиза на 107 385 души (2012 г.). Гъстотата е 61 души/км2.

## Административно деление
Административно окръгът е разделен на 9 общини.
Градски окръг:
- Острода

Градско-селски общини:
- Община Милаково
- Община Миломлин
- Община Моронг

Селски общини:
- Община Грунвалд
- Община Домбровно
- Община Лукта
- Община Малдити
- Община Оструда

## Галерия
- Милаково
- Миломлин
- Моронг
- Оструда